# الخطوات (أولاد امحمد)
الخطوات هي إحدى مشيخات المملكة المغربية، تتبع جغرافيا لإقليم سطات وإداريًا لأولاد امحمد. يقدر عدد سكانها بـ 1869 نسمة حسب الإحصاء الرسمي للسكان والسكنى لسنة 2004.